# Мадона Боски (Ферара)
Мадона Боски је насеље у Италији у округу Ферара, региону Емилија-Ромања.
Према процени из 2011. у насељу је живело 90 становника. Насеље се налази на надморској висини од -1 м.